# Pfarrkirche Gampern

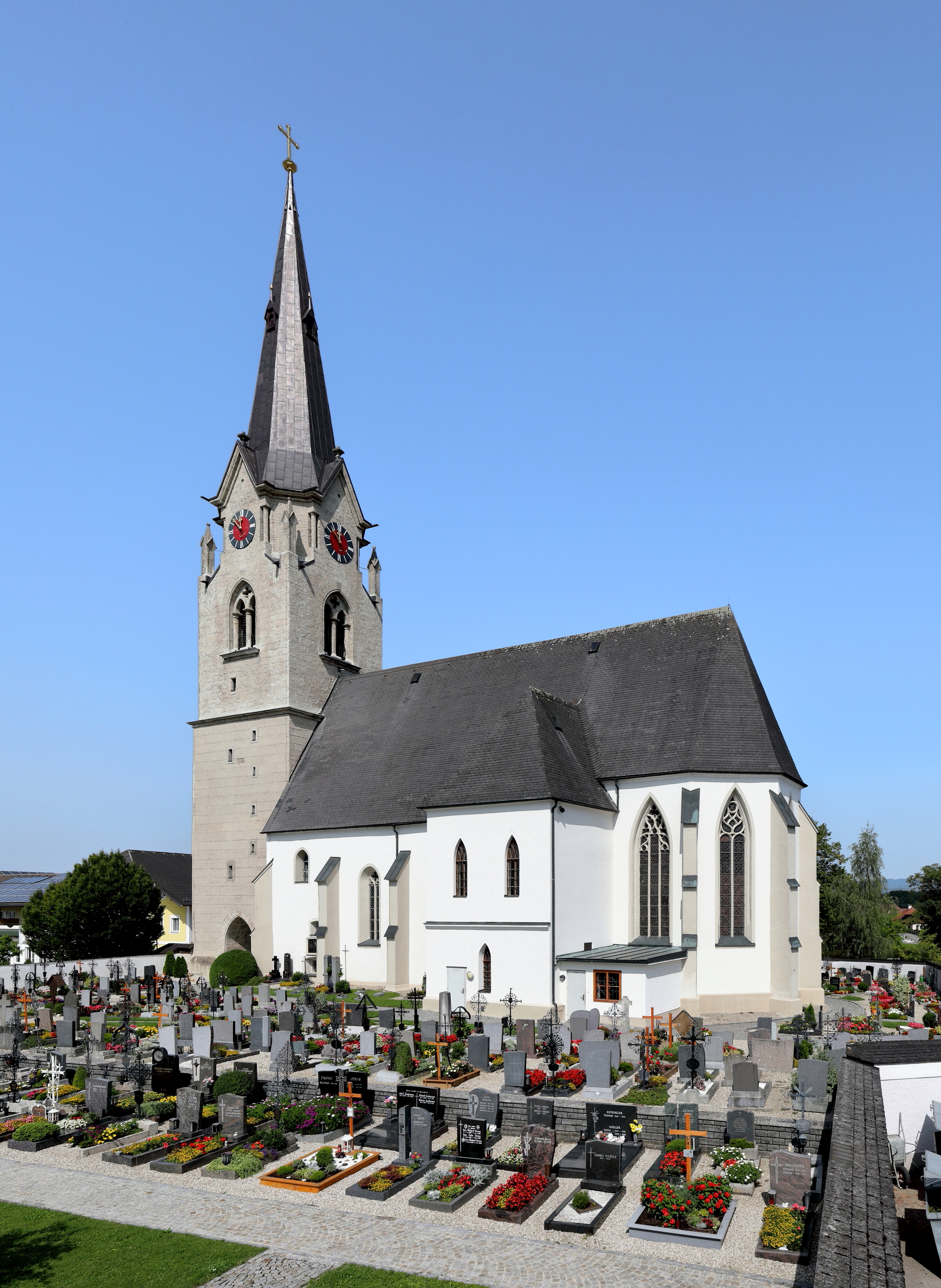
Südostansicht der Pfarrkirche

Flügelaltar

Die römisch-katholische Pfarrkirche Gampern steht im Ort Gampern in der Gemeinde Gampern im Bezirk Vöcklabruck in Oberösterreich. Die auf den heiligen Remigius geweihte Kirche gehört zum Dekanat Schörfling in der Diözese Linz. Die Kirche und der Friedhof stehen unter Denkmalschutz.

## Geschichte
Gampern und seine Umgebung wurde von dem Salzburger Stift St. Peter missioniert und später von den Stiften Mondsee und Mattsee. Bis 1900 war Gampern eine Mattseer Pfarre. 1383 wurde eine Kirche urkundlich genannt.
Die spätgotische Kirche wurde wohl mit dem Baumeister Stephan Wultinger erbaut, der Chor 1486, das Langhaus von 1490 bis 1515, der Turm bis zur Dachgleiche in mehreren Etappen (1515, 1518, 1529). 1890 erfolgte ein Ausbau des Turmes auf eine Höhe von 63 m.

## Architektur
An das zweischiffige dreijochige Langhaus mit einem Netzrippengewölbe mit Achtecksternen schließt ein dreijochiger mit einem Dreiachtelschluss mit einem Netzrippengewölbe mit der Wechselberger Figuration. 1950 wurden im Chor Gewölbefresken mit dem heiligen Remigius und Evangelistensymbolen aus dem Ende des 15. Jahrhunderts freigelegt. Der mächtige Westturm trägt einen neuen Spitzhelm. Das spätgotische verstäbte Nordportal hat eine kreuzgratgewölbte Vorhalle. An der nördlichen Chorwand ist ein reich profiliertes spätgotisches Sakramentshäuschen mit Fialen.

## Ausstattung

### Spätgotischer Hochaltar
Der Hochaltar als bedeutender spätgotischer Flügelaltar ist wohl um 1490 bis 1500 entstanden und wird stilistisch mit dem Meister des Hallstätter Marienaltars Lienhart Astl, in Verbindung gebracht. Eine Inschrift-Tafel auf der Rückseite nennt die Jahreszahl 1507.
Bei geöffnetem Altar sind im Schrein die farbig gefassten Holzfiguren der Maria als Himmelskönigin mit dem Jesuskind auf dem Arm, flankiert von Kirchenpatron Remigius und dem heiligen Pantaleon zu sehen. Die ebenfalls farbigen Flügelreliefs zeigen aus dem Weihnachtsfestkreis Verkündigung, Heimsuchung, Geburt Christi und Darbringung im Tempel.
Bei geschlossenem Altar sind Szenen der Passion - Ölberg, Ecce Homo, Kreuztragung und Kreuzigung - als Tafelbilder auf den Flügeln zu sehen. Auf den Standflügeln sind links die Heiligen Leonhard, Sebastian und Dionysius, rechts Christophorus, Pantaleon und Ursula zu sehen. Bei diesen Bildern kann eine Übereinstimmung mit Stichen von Michael Wolgemut und Martin Schongauer nachgewiesen werden.
Im Gesprenge stehen folgende Heiligenfiguren: in der Mitte Remigius, links Pantaleon, rechts Sebastian sowie außen Katharina und Barbara. Darüber steht der auferstandene Christus, ihm zur Seite Maria und Johannes der Evangelist.
Auf der Rückseite des Altars befindet sich die im Volksmund bekannte Gamperner Hölle, ein Polyptychon mit einer beeindruckenden Darstellung des Jüngsten Gerichts mit Christus als Weltenrichter. Auf der linken Seite lässt Petrus die Guten in den Himmel ein, rechts werfen Teufel die Verdammten in den Höllenrachen.
Der Flügelaltar wurde im Laufe der Jahrhunderte mehrfach überarbeitet; der heutige Eindruck ist das Ergebnis einer weitgehenden Rekonstruktion der farbigen Fassung der geschnitzten Teile. Nach dem Zweiten Weltkrieg war der Altar einer eingängigen Untersuchung unterzogen worden. Dabei wurde ein starker Holzwurmbefall dokumentiert, welcher das Holz selbst sowie die Farbschichten stark geschädigt hatte.
Neben der nur noch an wenigen Stellen erhaltenen spätgotischen Erstfassung fand sich an den geschnitzten Teilen noch eine barocke Neufassung. Man entschied sich dazu, die Reste der Erstfassung zu erhalten und sie in einer der Spätgotik nachempfundenen Technik und Farbigkeit zu ergänzen. Bei den Tafelbildern wurden die erhaltenen Malschichten gesichert und fehlende Stellen ergänzt. Die Restaurierung der geschnitzten Teile des Altars führte die Bildhauerin Klothilde Rauch durch, die der Tafelbilder die Restauratorin Gisela de Somzée.
Als Stifter des spätgotischen Wandelaltars ist der Passauer Domherr und spätere Dompropst Wilhelm IV. von Nothafft belegt, dessen Bildnis mit Wappen auf der Predella zu sehen ist, im Bild der Darbringung Christi im Tempel. Besonders die Bemalung der Rückseite im voll entwickelten Donauschule-Stil beweist das Kunstverständnis der Stifter.

### Weitere Ausstattungsstücke
Spätgotisch ist auch die sogenannte ''Piesdorfer Madonna'', die 1485 entstanden sein soll und Übereinstimmungen mit der Madonna des Flügelaltars zeigt. Sie wurde 1936 aus der Filialkirche Piesdorf in die Pfarrkirche übertragen.
Der moderne Tabernakel zeigt in den Mittelfeldern die vier Cherubime und in den zwölf äußeren Feldern die zwölf Apostel in persönlicher Begegnung mit Christus dar, geschaffen vom Metallplastiker Hanns Angerbauer (1957).

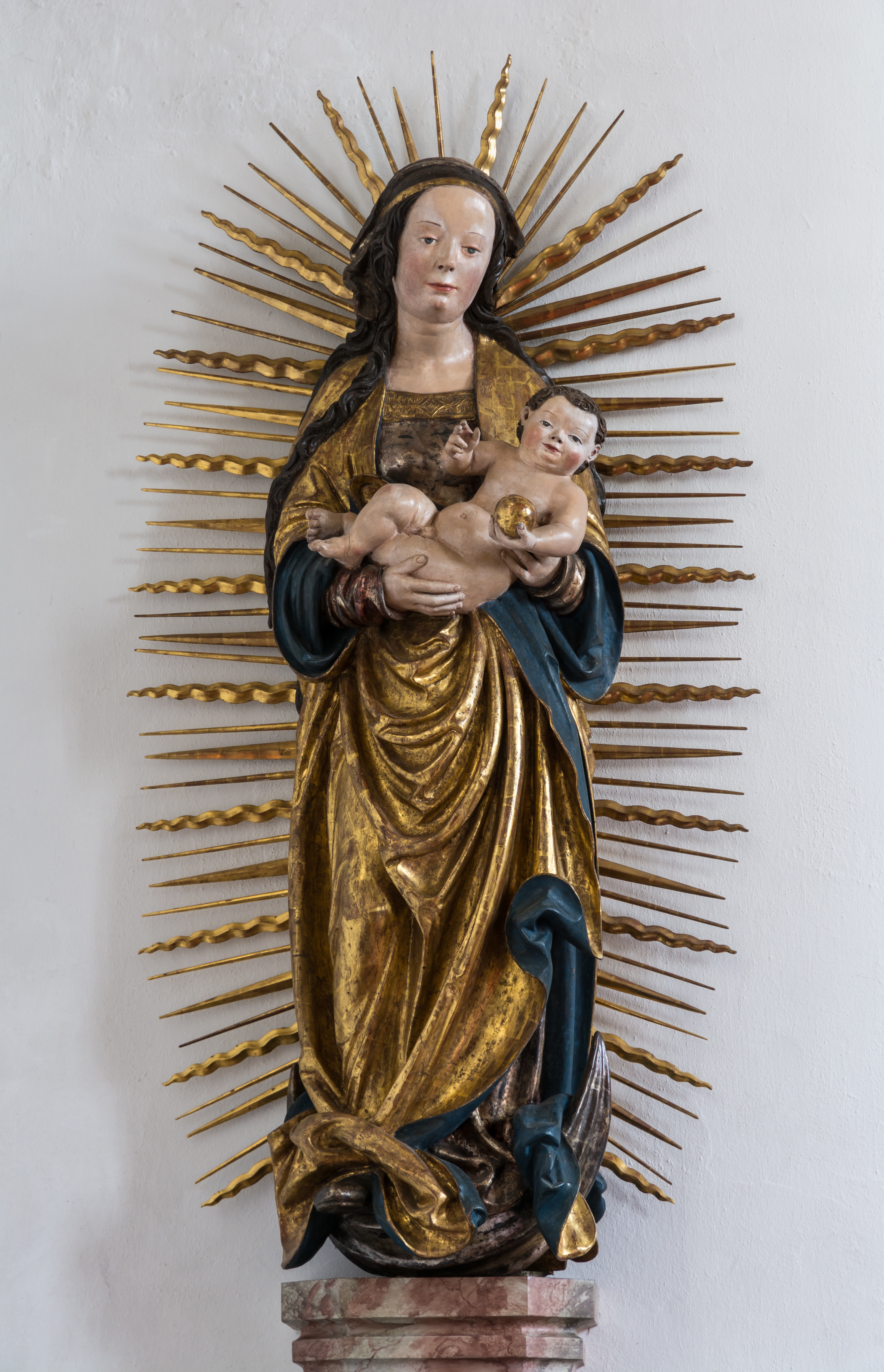
Piesdorfer Madonna
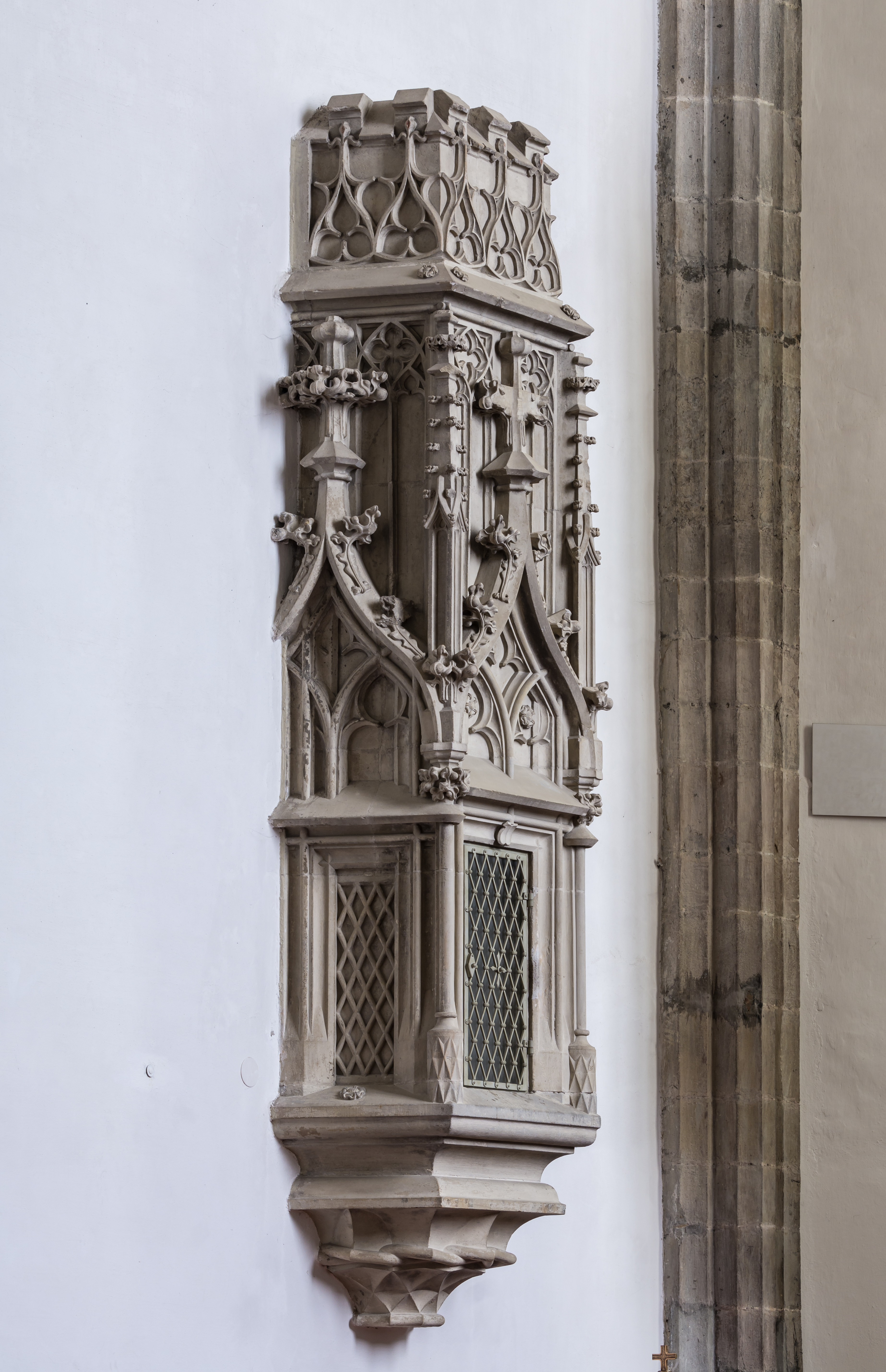
Spätgotisches Sakramentshäuschen
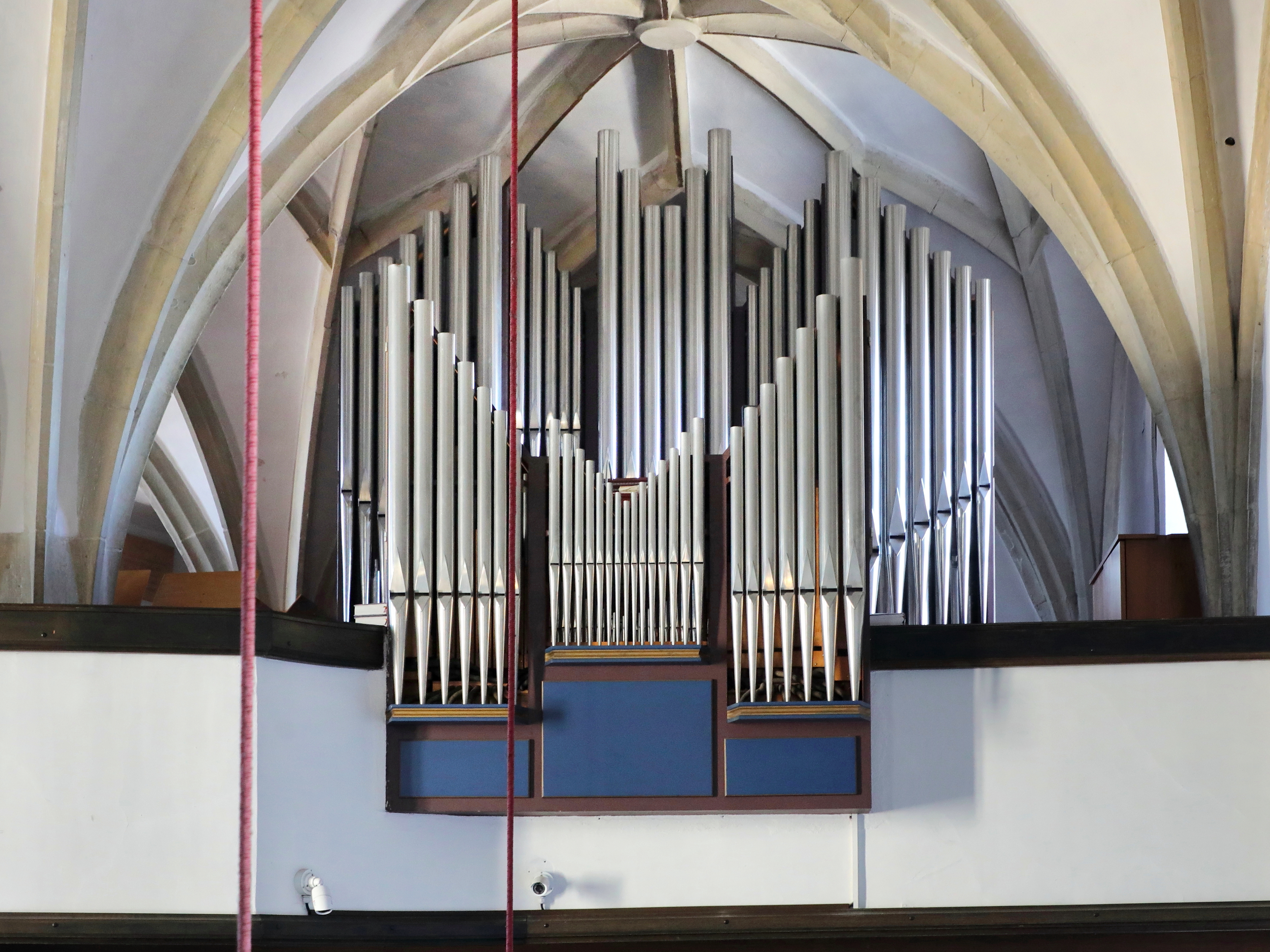
Orgel auf der Empore